# Барон Грейсток

Герб баронов Грейсток из рода Грейсток

Барон Грейсток (англ. Baron Greystoke) — старинный дворянский титул, созданный дважды в системе Пэрства Англии.

## История
Впервые титул барона Грейстока был создан 24 июня 1295 года для сэра Джона де Грейстока (1264—1306), который был вызван в парламент в качестве лор. После его смерти в 1306 году титул вернулся короне.
Вторично титул барона Грейстока был создан 15 мая 1321 года для сэра Ральфа де Грейстока (1299—1323), сына Роберта Фиц-Ральфа. Титул наследовался по мужской линии до 1487 года, когда после смерти Ральфа Грейстока, 5-го барона Грейстока (ок. 1414—1487), баронский титул унаследовала его внучка, Элизабет Дакр, 6-я баронесса Грейсток (1471—1516), жена Томаса Дакра, 2-го барона Дакра (1467—1525). Им наследовал старший сын, Уильям Дакр, 7-й барон Грейсток и 3-й барон Дакр (1500—1563). Ему наследовал в 1563 году его старший сын, Уильям Дакр, 8-й барон Грейсток и 4-й барон Дакр (1493—1563). Последним бароном Грейстоком стал его единственный сын, Джордж Дакр, 9-й барон Грейсток и 5-й барон Дакр (1561—1569). После его смерти баронский титул перешёл в состояние неопределённости.

## Бароны Грейсток, первая креация (1295)
- Джон де Грейсток, 1-й барон Грейсток (29 сентября 1263 — 2 сентября 1306)

## Бароны Грейсток, второе создание (1321)
- Ральф де Грейсток, 1-й барон Грейсток (15 августа 1299 — 14 июля 1323), сын Роберта Фиц-Ральфа (ок. 1277—1317) и внук Ральфа Фиц-Уильяма
- Уильям де Грейсток, 2-й барон Грейсток (6 января 1320 — 10 июля 1358), сын предыдущего
- Ральф де Грейсток, 3-й барон Грейсток (18 октября 1353 — 6 апреля 1417), старший сын предыдущего от второго брака
- Джон де Грейсток, 4-й барон Грейсток (ок. 1390 — 8 августа 1436), единственный сын предыдущего
- Ральф де Грейсток, 5-й барон Грейсток (ок. 1414 — 1 июля 1487), старший сын предыдущего
- Элизабет де Грейсток, 6-й баронесса Грейсток (10 июля 1471 — 14 августа 1516), единственная дочь сэра Роберта де Грейстока (ок. 1443—1483) и Элизабет Грей, внучка предыдущего
- Уильям Дакр, 7-й барон Грейсток (29 апреля 1500 — 18 ноября 1563), старший сын предыдущей и Томаса Дакра, 2-го барона Дакра (1467—1525)
- Томас Дакр, 8-й барон Грейсток (ок. 1526 — 1 июля 1566), старший сын предыдущего
- Джордж Дакр, 9-й барон Грейсток (1561 — 17 мая 1569), единственный сын предыдущего.